# Ministerpräsidentenamt der Türkischen Republik Nordzypern
Das Ministerpräsidentenamt der Türkischen Republik Nordzypern (Kuzey Kıbrıs Türk Cumhuriyeti Başbakanlığı) ist das Amt des Ministerpräsidenten der Türkischen Republik Nordzypern. Es ist wie ein Ministerium organisiert. Zu seinen Aufgaben gehört es, die Arbeit der Ministerien zu koordinieren, die Regierungspolitik zu beobachten und das Regierungsprogramm umzusetzen. Das Ministerpräsidentenamt ist Herausgeber des erscheinenden Amtsblattes der Republik Türkischen Republik Nordzypern.
Die Minister der Türkischen Republik Nordzypern unterstehen dem Amt des Ministerpräsidenten. Aktueller Ministerpräsident seit dem 16. Juli 2015 ist Ömer Kalyoncu von der Cumhuriyetçi Türk Partisi.